# Guinness-Brauerei

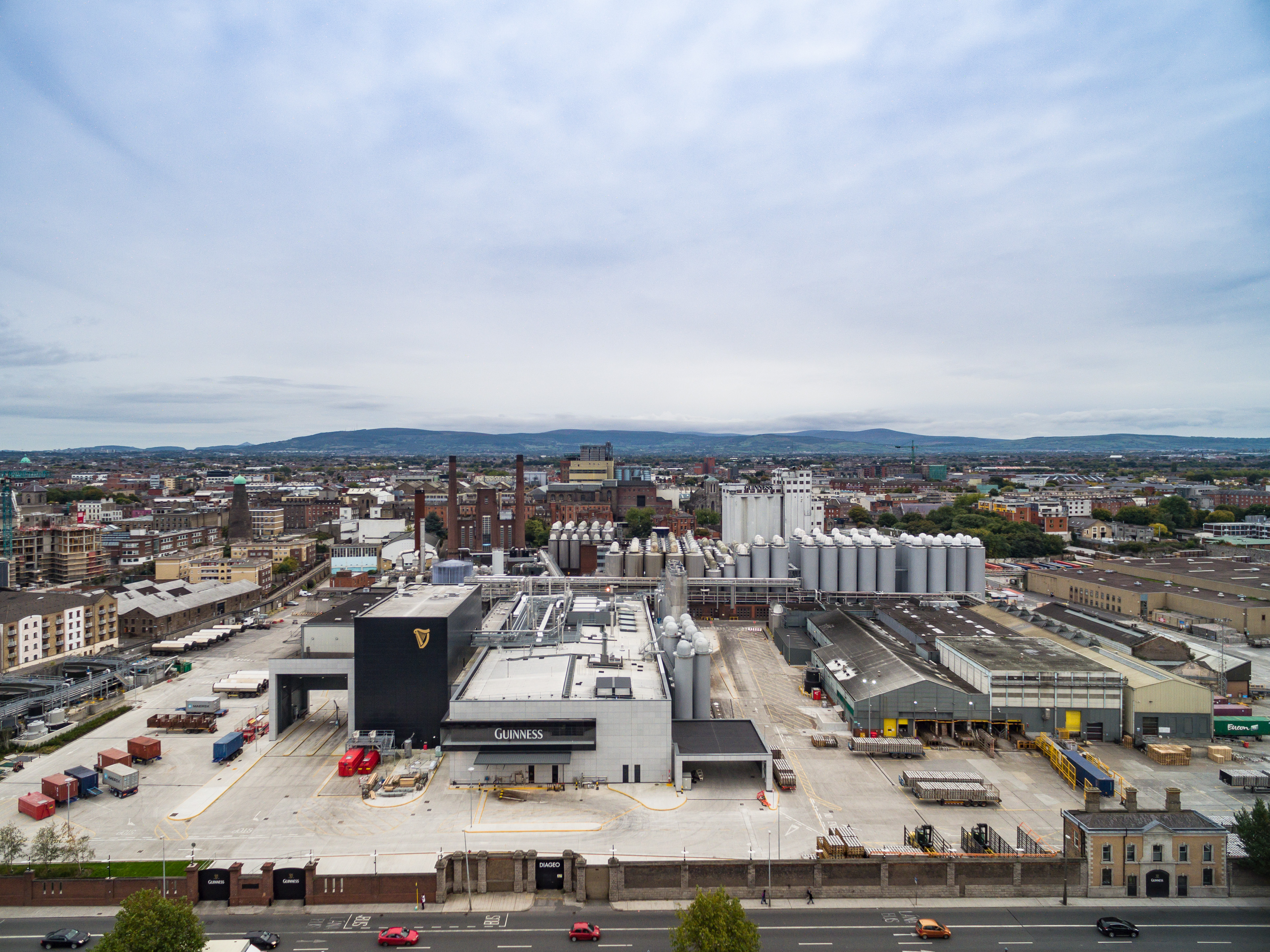
Guinness-Brauerei in Dublin

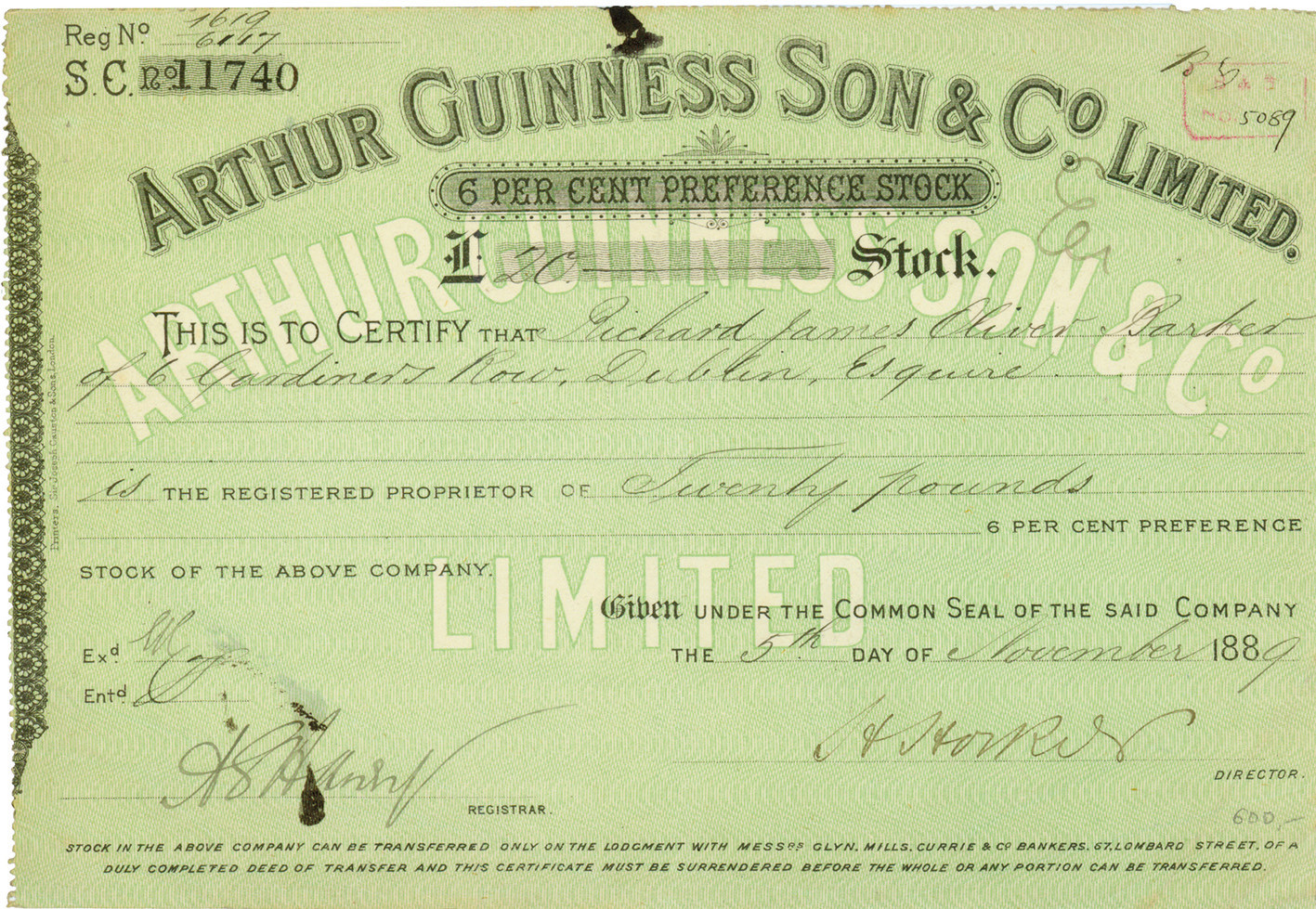
Arthur Guinness Son & Co. Limited, 6 % Preference Stock, ausgegeben am 5. November 1889

Die Guinness-Brauerei ist der größte Stout-Bierbrauer der Welt und hat ihren Sitz in Dublin (Republik Irland). 1759 von Arthur Guinness gegründet, ist das Unternehmen seit 1997 im Besitz des weltgrößten Spirituosenherstellers Diageo. Das Firmensymbol von Guinness ist die Harfe, ein Musikinstrument, das gespiegelt auch im Wappen der Republik Irland zu finden ist.

## Geschichte
Arthur Guinness begann erstmals 1755 in Leixlip (County Kildare) Bier zu brauen. 1759 pachtete er dann in St. James’s Gate (Dublin) für 9.000 Jahre eine Brauerei für 45 Britische Pfund pro Jahr, um dort Stout-Bier herzustellen. Diese Pacht wurde aber bereits nach wenigen Jahren von Guinness ausgekauft. 1769 wurde erstmals Guinness-Bier nach England exportiert und schon 1838 war Guinness die größte Brauerei Irlands. In 1886 verkaufte Edward Guinness 65 % des Aktienkapitals von Guinness für 6 Millionen Britische Pfund an der Londoner Börse. Guinness war bereits vor dem Ersten Weltkrieg die größte Brauerei der Welt.
Im Zug des Anglo-Irischen Handelskriegs erließ die Regierung des Irischen Freistaats 1932 den „The Control of Manufactures Act“, welcher u. a. festlegte, dass sich irische Unternehmen zukünftig mehrheitlich im Besitz irischer Staatsbürger befinden mussten. Daraufhin verlegte die Guinness-Brauerei noch im selben Jahr ihren Geschäftssitz von Dublin nach London.
In Reaktion auf ein sich veränderndes Konsumentenverhalten entwickelte Guinness 1959 ein helles Lagerbier namens „Harp Lager“, welches es 1960 in Dundalk (Irland) zu brauen begann. 1965 erfolgte der Kauf der Brauerei „Smithwick & Sons“ in Kilkenny. Deren Biere wurde unter den Marken „Smithwick's“ und „Kilkenny“ von Guinness weitervertrieben.
1985 erwarb Guinness den schottischen Whiskyhersteller Arthur Bell & Sons. Im folgenden Jahr übernahm die Guinness-Brauerei beraten durch die Investmentbank Morgan Grenfell und unter Führung des Vorstandsvorsitzenden Ernest Saunders die Distillers Company für 2,6 Milliarden Britische Pfund. Vorausgegangen war ein heftiger Bieterwettstreit mit dem britischen Unternehmen „Argyll Group“. In diesem Zusammenhang kam es zu einem Skandal um die Manipulationen von Guinness-Aktien und der Verurteilung von Sanders und drei anderen Topmanagern des Unternehmens. Guinness führte 1987 Distillers mit ihrer Tochtergesellschaft „Arthur Bell & Sons“ zusammen und benannte das neue Unternehmen in „United Distillers“ um.
Zur Abwehr einer feindlichen Übernahme durch den französischen Unternehmer Bernard Arnault vereinbarte der ebenfalls französische Luxuskonzern LVMH 1988 mit der Guinness-Brauerei einen Aktientausch, 12 % der Aktien von LVMH gegen 12 % der Aktien von Guinness. Doch bereits im folgenden Jahr verbündete sich Guinness mit Arnault und erhöhte seinen Anteil an LVMH weiter. Auf diese Weise erlangte Arnault mit der Beratung durch die Investmentbank „Lazard Frères“ die Anteilsmehrheit bei LVMH und wurde gegen den Willen von dessen Unternehmensleitung Präsident des Konzerns.
1990 erwarb Guinness von der amerikanischen Stroh Brewery Company die spanische Brauerei Cruzcampo, verkaufte diese aber im Jahr 2000 weiter an Heineken.
1997 fusionierte Guinness mit seinem britischen Konkurrenten „Grand Metropolitan“ zu „Diageo“. Die Guinness-Brauerei ist seitdem nur noch eine Tochtergesellschaft des neuen Spirituosen- und Braukonzerns. 2005 wurde die Guinness-Brauerei in Park Royal (London) geschlossen. Seitdem wird alles Guinness-Bier, welches in Irland und im Vereinigen Königreich verkauft wird, in der Guinness-Brauerei in St. James's Gate in Dublin produziert. Es gibt aber noch weitere Brauereien von Diageo weltweit, in denen Guinness-Bier hergestellt wird.
Auf dem Brauereigelände befindet sich das Guinness Storehouse.